# Pont de les Masuques
El pont de les Masuques o Massuques és un pont de Castellet i la Gornal (Alt Penedès) protegit com a bé cultural d'interès local.

## Descripció
És un pont d'un arc, molt baix i estret, sobre un torrent (d'Estadella) a pocs minuts, per un camí carreter, de l'església de Sant Esteve de les Massuques. Sobre el torrent d'Estadella, afluent per la dreta del riu Foix.

## Història
Segons un article publicat a la Revista de Vic el 1980 titulat "Els Vells Pont d'Osona": "A Catalunya no es conserva cap pont romà sencer. (...) Hi ha traces d'època romana en molts ponts de Catalunya (...) i quelcom hi té el de les Massuques a Castellet de Garraf" (A. Pladevall).